# Afgán agár
Az afgán agár eredeti neve: Tāzī (Arabul: تازی) Az afgánok szerint olyan ősi fajta, hogy már Noé is felvette a bárkájába a "tázisz"-t, ahogy eredetileg hívják. A pasutok (afgán hegyi törzs) antilop, vadkecske, vadjuh, és ragadozók vadászatára használják. Talán az egyetlen afgán fajta, melyet hegyi vadászatokra, sőt teherhordára is befognak. Az eredeti típus lényegesen eltér a mai luxusfajtától.

## Története
Az afgán agár egy kutyafajta, a Földközi-tenger keleti partvidékéről származik, az agarak közé tartozik. Azért tenyésztették, mert nagyon jó futó és nagyon jó látása volt. Az ókori kereskedelem során jutott el Afganisztánba. Több száz évig az afgán király kitűnő vadászkutyája volt. Három változata is létezik: az Üzbegisztánban, Tádzsikisztánban és Türkmenisztánban élő, kirgiz tajgánokra hasonlító rövid szőrű; a perzsa agárra emlékeztető, rojtos bundájú; valamint a hegyekben élő, és az Európába exportált hosszú szőrű változat. Modern változatát 1895 után Angliában tenyésztették. Az 1970-es években luxusállatként tartották számon.

## Jellegzetessége
Nagyon méltóságteljes és érzékeny. Az idegenekkel szemben elég távolságtartó és sok benne a függetlenségi hajlam, ezért már zsengekorától kezdve gondos szocializációt és engedelmességre szoktatást igényel.
Az emberek közt elterjedt tévhit, hogy nagyon buta fajta, de a butaságot ne tévesszük össze a makacssággal.
Általában egy embert fogad el gazdájának, akiért mindent megtesz. Könnyen tanul, de az más kérdés, hogy engedelmeskedik-e a parancsoknak. Agár létére nem akkora a mozgásigénye, képes naphosszat egy kanapén feküdni. Nagyon kitartó, kiszemelt zsákmányát addig üldözi amíg el nem kapja.

## Külső megjelenése
Az afgán agár jellegzetessége a hosszú selymes szőrtakaró. Az F.C.I. által minden szín elfogadott. Másik jellegzetessége, hogy hosszú, íves farka gyűrűben végződik. Koponyája hosszú, fején szinte hajszerű szőr található, fülét szintén hosszú szőrtakaró borítja. Orrtükre fekete, a világos színű kutyáknál a mályva szín is elfogadott.
Méretei:
- Magassága: 60–74 cm magas.
- Súlya: 15–25 kg.

Élettartama:kb.10-14 év.